# Leptostylus angulicollis
Leptostylus angulicollis là một loài bọ cánh cứng trong họ Cerambycidae.